# Leptataspis rugulosa
Leptataspis rugulosa är en insektsart som först beskrevs av Walker 1857.  Leptataspis rugulosa ingår i släktet Leptataspis och familjen spottstritar. Inga underarter finns listade i Catalogue of Life.